# Buchananie

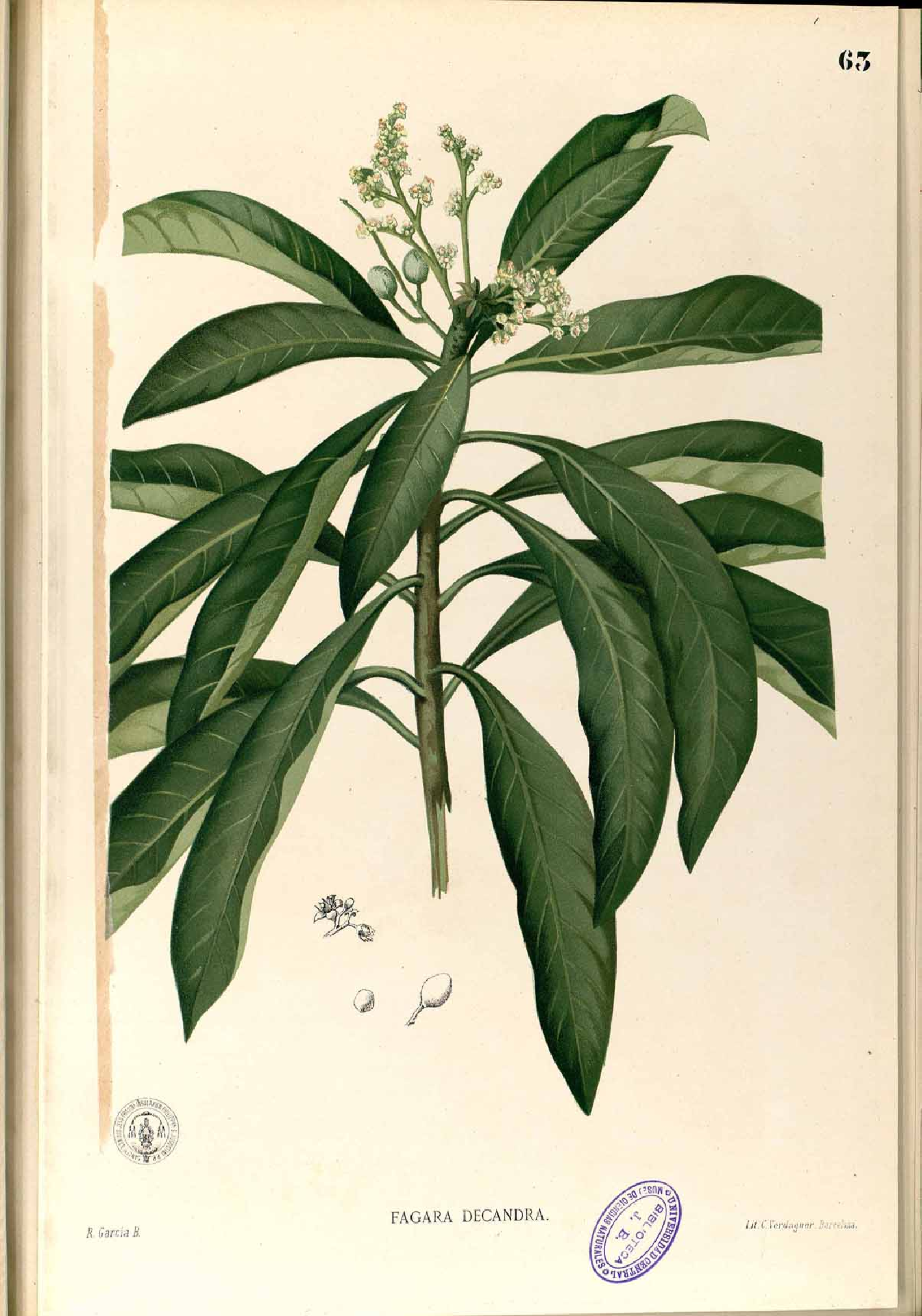
Ilustrace Buchanania florida z 80. let 19. století

Buchananie (Buchanania) je rod rostlin z čeledi ledvinovníkovité. Jsou to stromy s kožovitými, jednoduchými, střídavými listy a drobnými pětičetnými květy v latovitých květenstvích. Plodem jsou drobné peckovice.
Rod zahrnuje asi 26 druhů a je rozšířen v tropické Asii, Austrálii a Tichomoří.
Mezi ekonomicky významné druhy náleží zejména Buchanania lanzan. Je těžen pro dřevo, plody jsou součástí asijské kuchyně. Některé druhy buchananií mají význam v indické medicíně.

## Popis
Buchananie jsou oboupohlavné, malé až středně velké stromy s hustou korunou. Listy jsou střídavé, jednoduché, přisedlé nebo řapíkaté, více či méně kožovité, celokrajné. Květy jsou oboupohlavné, stopkaté (stopka je někdy článkovaná), většinou pětičetné, uspořádané v úžlabních nebo vrcholových latách. Kalich je opadavý nebo vytrvalý. Koruna je bílá nebo zelenavá. Tyčinek je většinou 10, nitky jsou šídlovité, u některých druhů článkované. Gyneceum je složené ze 4 až 6, jen na bázi srostlých plodolistů (téměř apokarpní). Blizna je šikmo uťatá. Každý plodolist obsahuje jediné vajíčko. Plodný bývá jen jeden z nich, ostatní jsou sterilní. Plodem je červená nebo hnědá, čočkovitá peckovice, u některých druhů s vytrvalým kalichem. Plody obsahují jediné semeno a jsou poměrně drobné. Za zralosti se plod u některých druhů rozpadá na dvě poloviny.

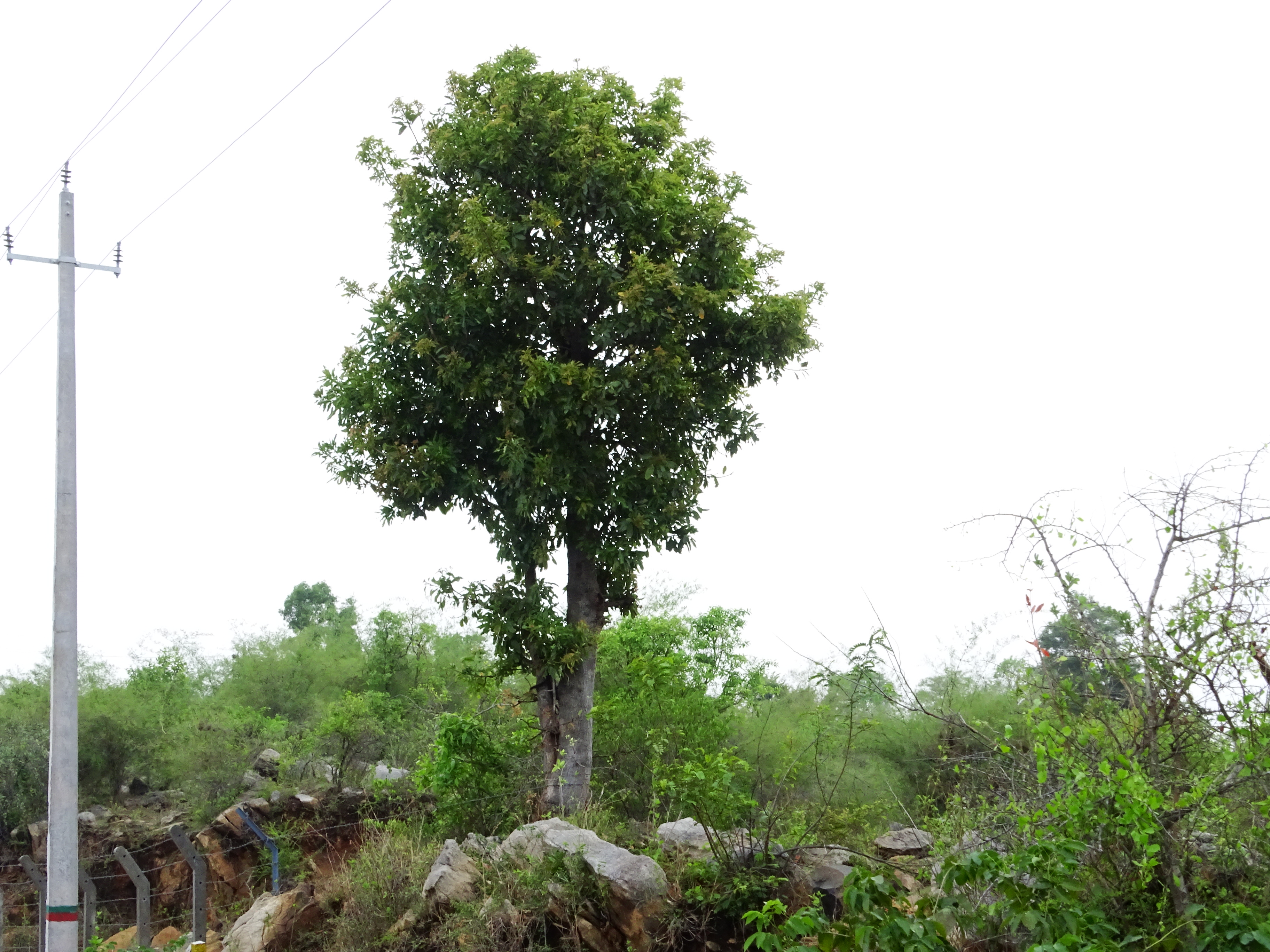
Buchanania axillaris v Bengalúru v Indii
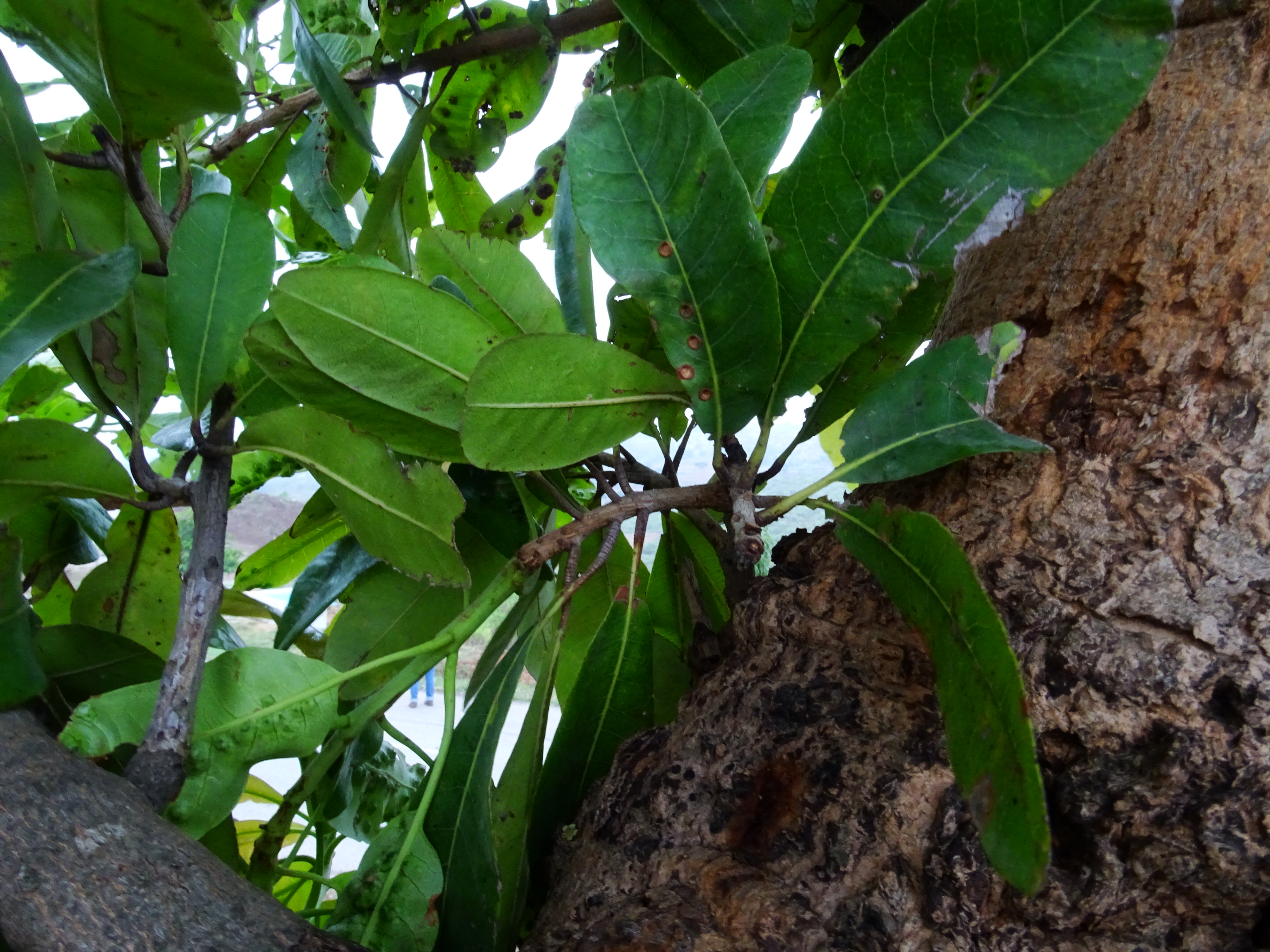
Listy Buchanania axillaris
Detail květů Buchanania cochinchinensis
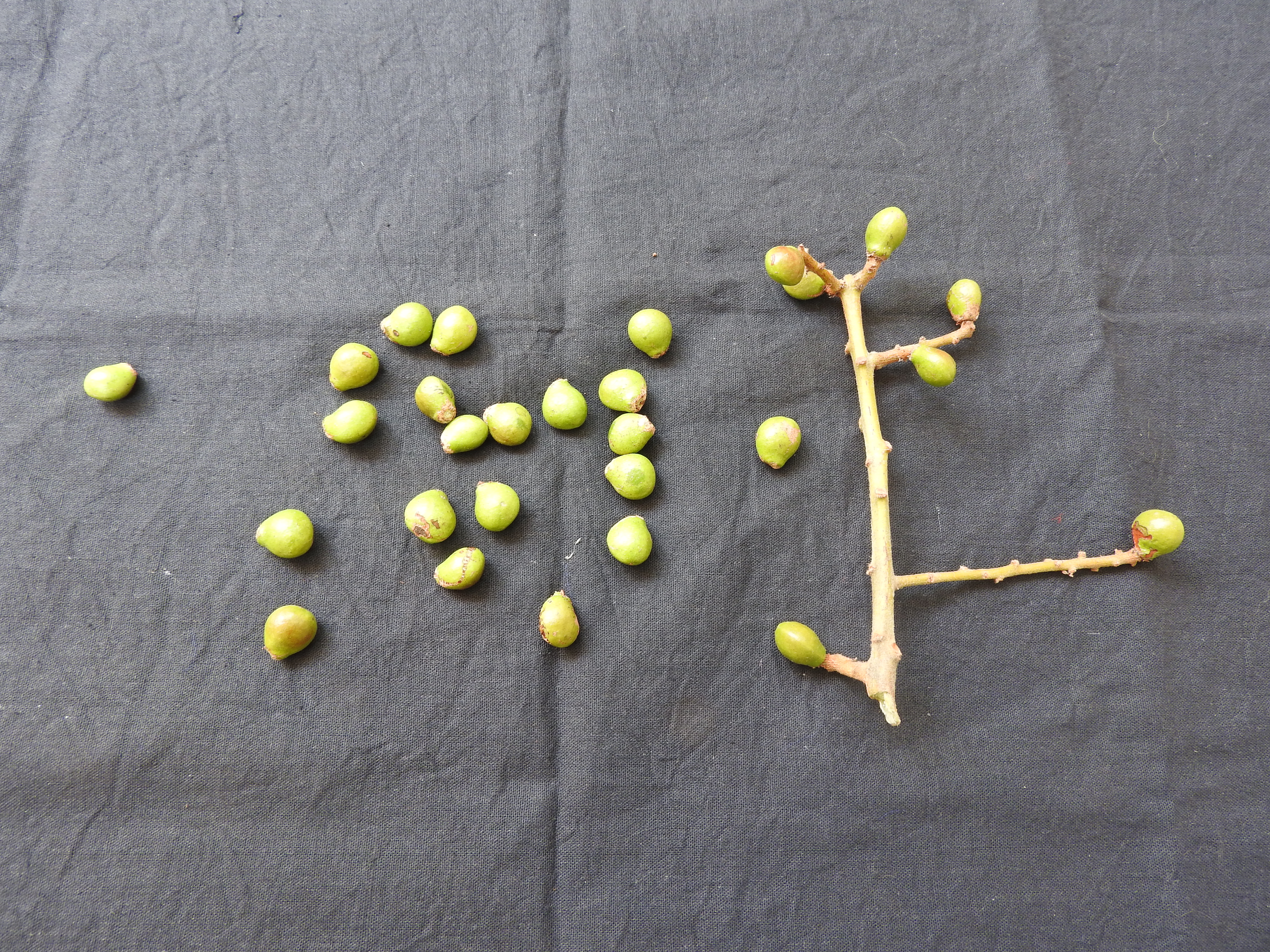
Plody Buchanania lanzan

## Rozšíření
Rod buchananie zahrnuje asi 26 druhů. Je rozšířen v tropické Asii, Austrálii a Tichomoří. Jeho areál sahá od Indie a jižní Číny přes Indočínu, jihovýchodní Asii a Novou Guineu po Austrálii a tichomořské ostrovy Samoa. Největší druhové diverzity dosahuje v jihovýchodní Asii.
Buchananie rostou zpravidla v primárních tropických deštných lesích, a to zejména v nížinách v nadmořských výškách do 600 metrů. Někdy rostou na periodicky zaplavovaných stanovištích, v rašelinných bažinách, na výchozech vápenců nebo v sekundárních porostech.

## Ekologické interakce
Květy buchananií jsou opylovány hmyzem. Květy Buchanania glabra vyhledávají zejména brouci z čeledí mandelinkovití, kožojedovití a nosatcovití,
zatímco u druhu Buchanania cochinchinensis převažují bzučivky.

## Obsahové látky a jedovatost
Listy Buchanania cochinchinensis obsahují triterpenoidy, saponiny, flavonoidy a asi 2,6 % tříslovin. V kůře je asi 13 % tříslovin, alkaloidy a saponiny.

## Taxonomie
Rod Buchanania je v rámci čeledi Anacardiaceae řazen do podčeledi Anacardioideae a tribu Anacardieae.

## Význam
Dřevo buchananií je měkké až středně tvrdé, snadno opracovatelné, s jemnou a pravidelnou strukturou. Není moc odolné vůči povětrnostním vlivům.
Jádrové dřevo bývá narůžověle hnědé a neostře oddělené od světlejší běli. V Malajsii je známo jako otak udang. Používá se zejména na různé dočasné konstrukce, méně kvalitní nábytek, překližky, bedny a krabičky na zápalky. Domorodci na Nové Guineji z něj vyrábějí kánoe.
Dužnina plodů Buchanania lanzan je jedlá a má příjemnou sladkou vůni. Semena se konzumují pražená a voní podobně jako mandle. Jsou také zdrojem jedlého oleje. Rovněž plody Buchanania latifolia jsou jedlé a jsou složkou potravy domorodců zejména v horách střední Indie. Nezralé plody Buchanania lancifolia jsou v Indii a Myanmaru používány k ochucení kari omáček.
Druhy Buchanania axillaris, B. lanzan a B. latifolia jsou tradičně využívány v indické medicíně (Ájurvéda, Unani, Sidha) jako afrodiziakum, kardiotonikum, adstringens aj. Jádra plodů Buchanania lanzan se podávají jako mozkové tonikum, drcené listy zevně na různá zranění. Šťáva z rostliny působí proti průjmům a je užívána proti revmatismu. Pryskyřicí z B. latifolia se mj. léčí malomocenství.

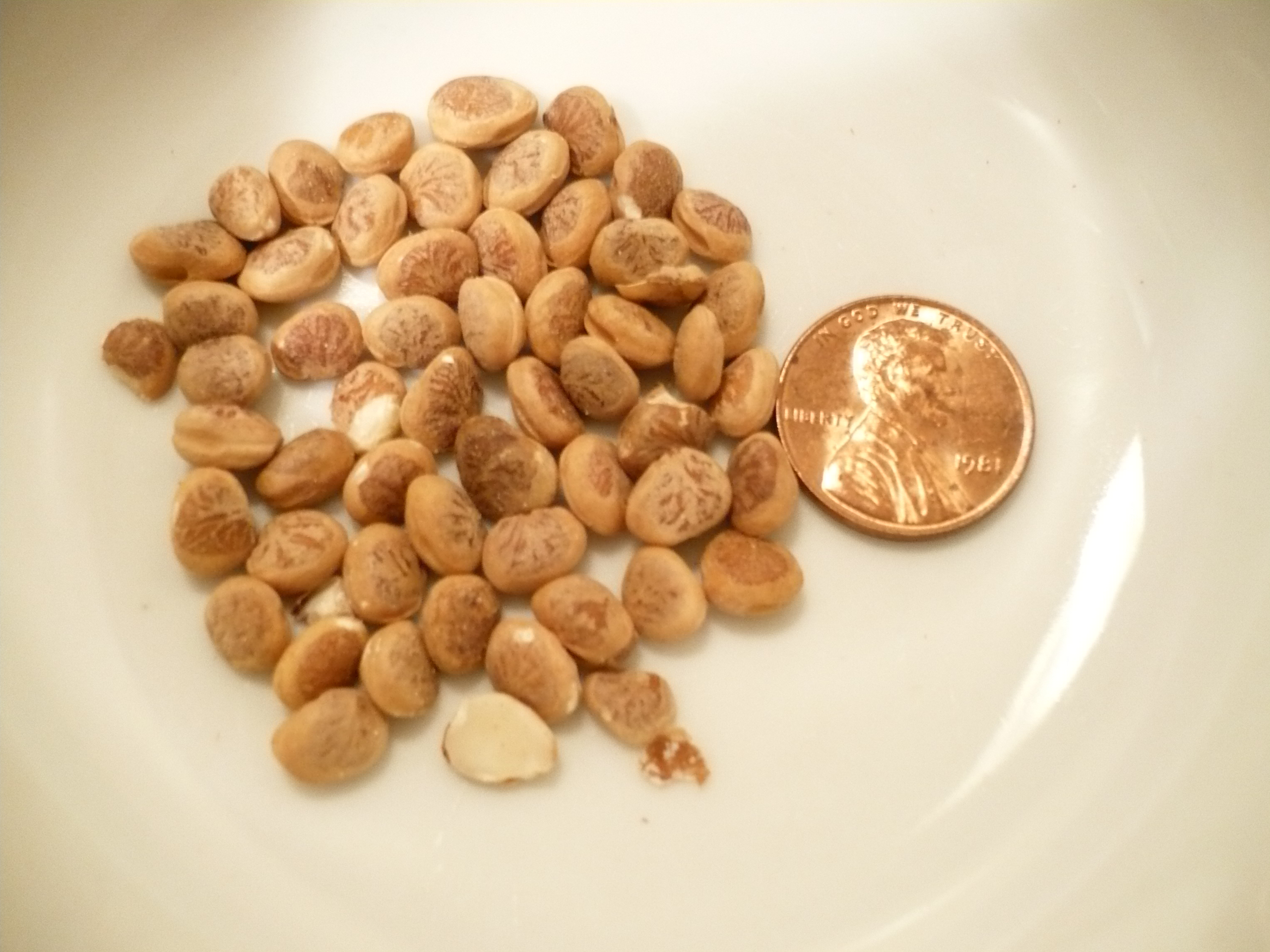
Semena Buchanania lanzan
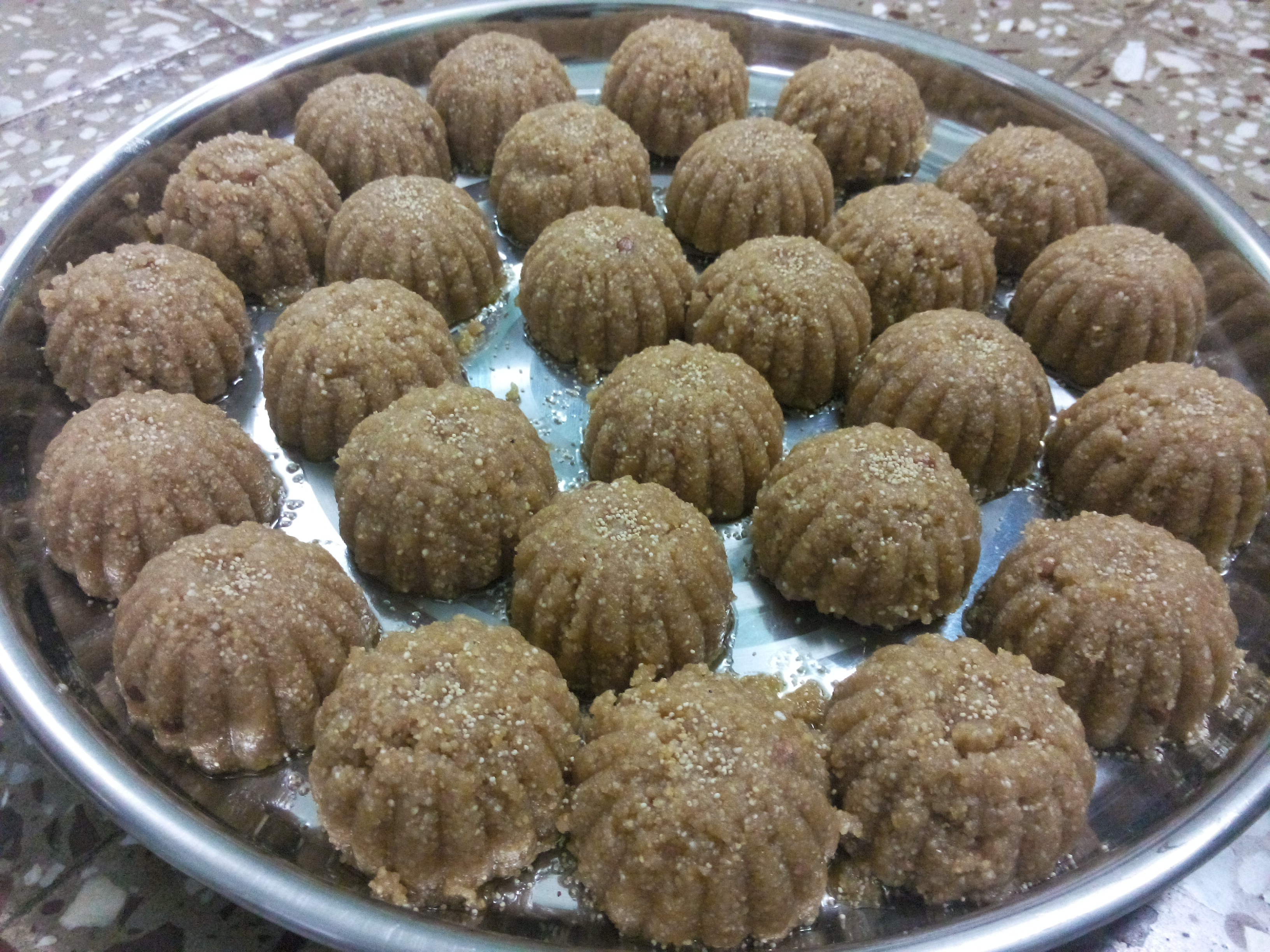
Laddu, tradiční indická sladkost z Buchanania lanzan